# Frankfurter Ring metróállomás
A Frankfurter Ring egy metróállomás Németországban, a bajor fővárosban, Münchenben a müncheni metró U2-es vonalán.

## Metróvonalak
Az állomást az alábbi metróvonalak érintik:
- U2

## Kapcsolódó állomások
A metróállomáshoz az alábbi állomások vannak a legközelebb:
- Am Hart (Feldmoching, U2)
- Milbertshofen (Messestadt Ost, U2)

## Útvonal
| Vonal | Állomások |
| ----- | --- |
| U2    | Feldmoching – Hasenbergl – Dülferstraße – Harthof – Am Hart – Frankfurter Ring – Milbertshofen – Scheidplatz – Hohenzollernplatz – Josephsplatz – Theresienstraße – Königsplatz – Hauptbahnhof – Sendlinger Tor – Fraunhoferstraße – Kolumbusplatz – Silberhornstraße – Untersbergstraße – Giesing – Karl-Preis-Platz – Innsbrucker Ring – Josephsburg – Kreillerstraße – Trudering – Moosfeld – Messestadt West – Messestadt Ost |

## Átszállási kapcsolatok
| U2 (Feldmoching ↔ Messestadt Ost) |                        |
| Állomás                           | Átszállási kapcsolatok |
| Frankfurter Ring                  | 50 , 177 , 178         |